# Гельберг
Гельберг (нім. Gehlberg) — громада в Німеччині, розташована в землі Тюрингія. Входить до складу району Ільм. Складова частина об'єднання громад Оберес-Гераталь.
Площа — 20,44 км2. Населення становить Невірний параметр metadata 16 070 017 ос. (станом на 31 грудня 2021).

## Галерея

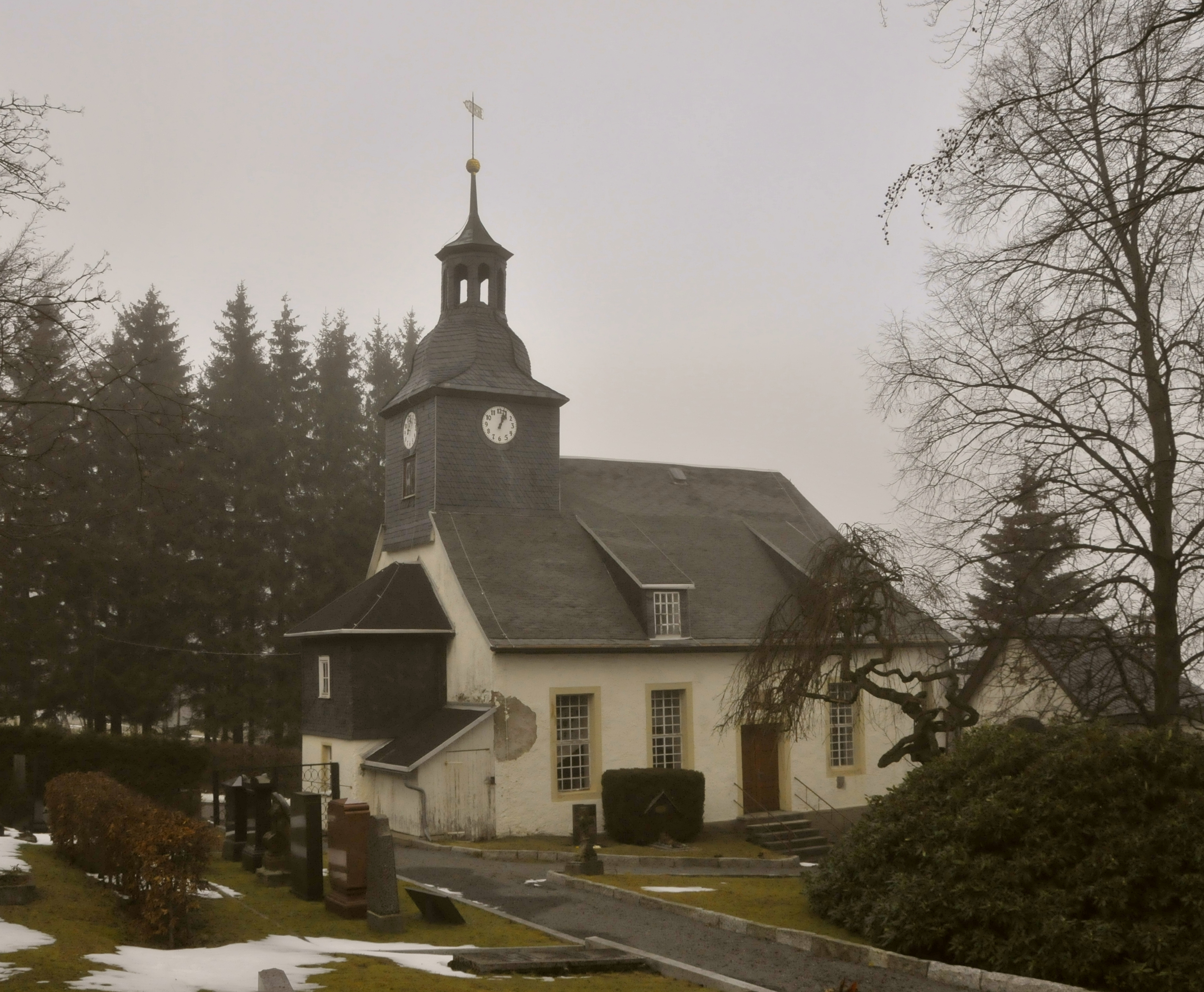
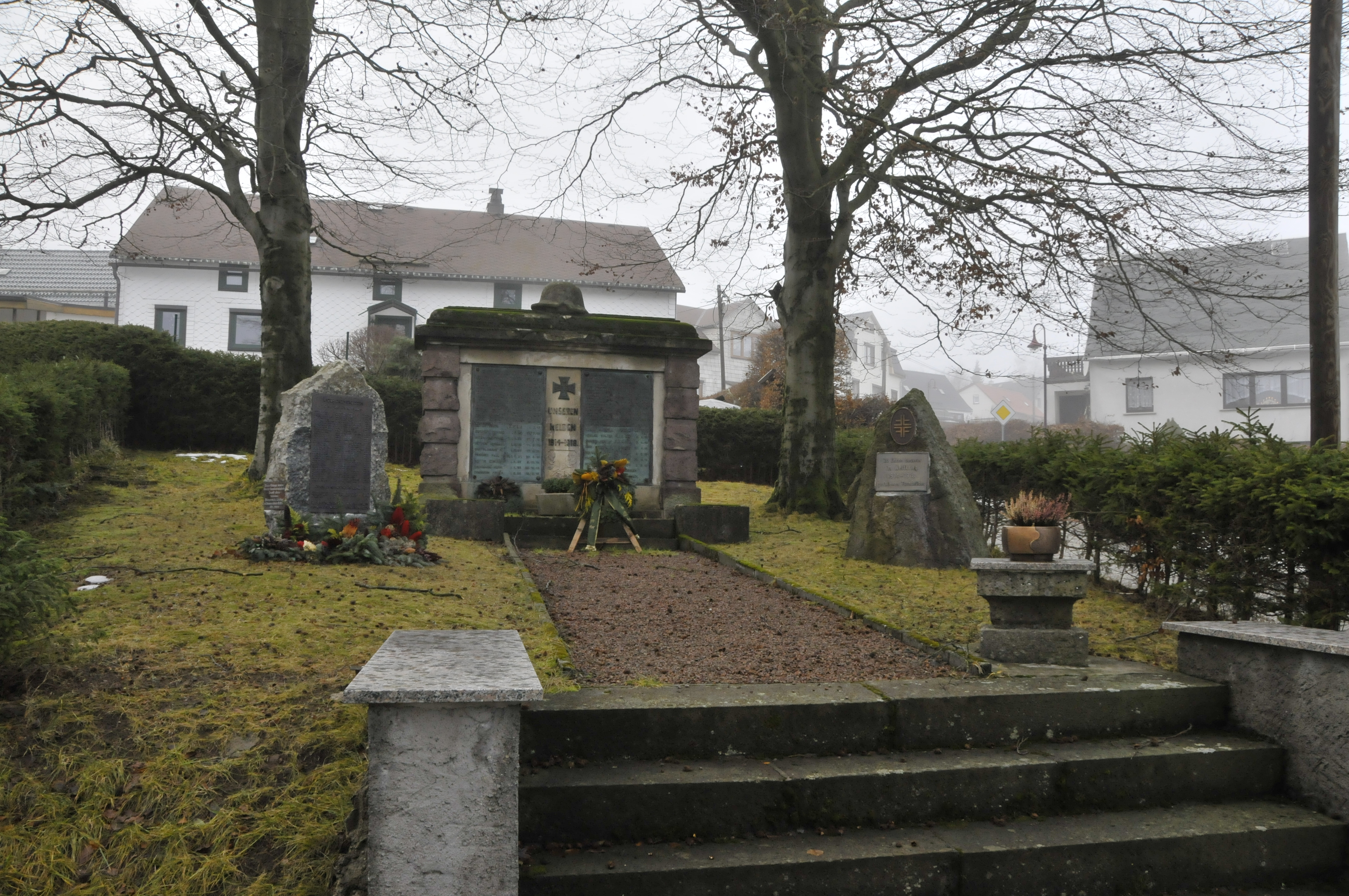
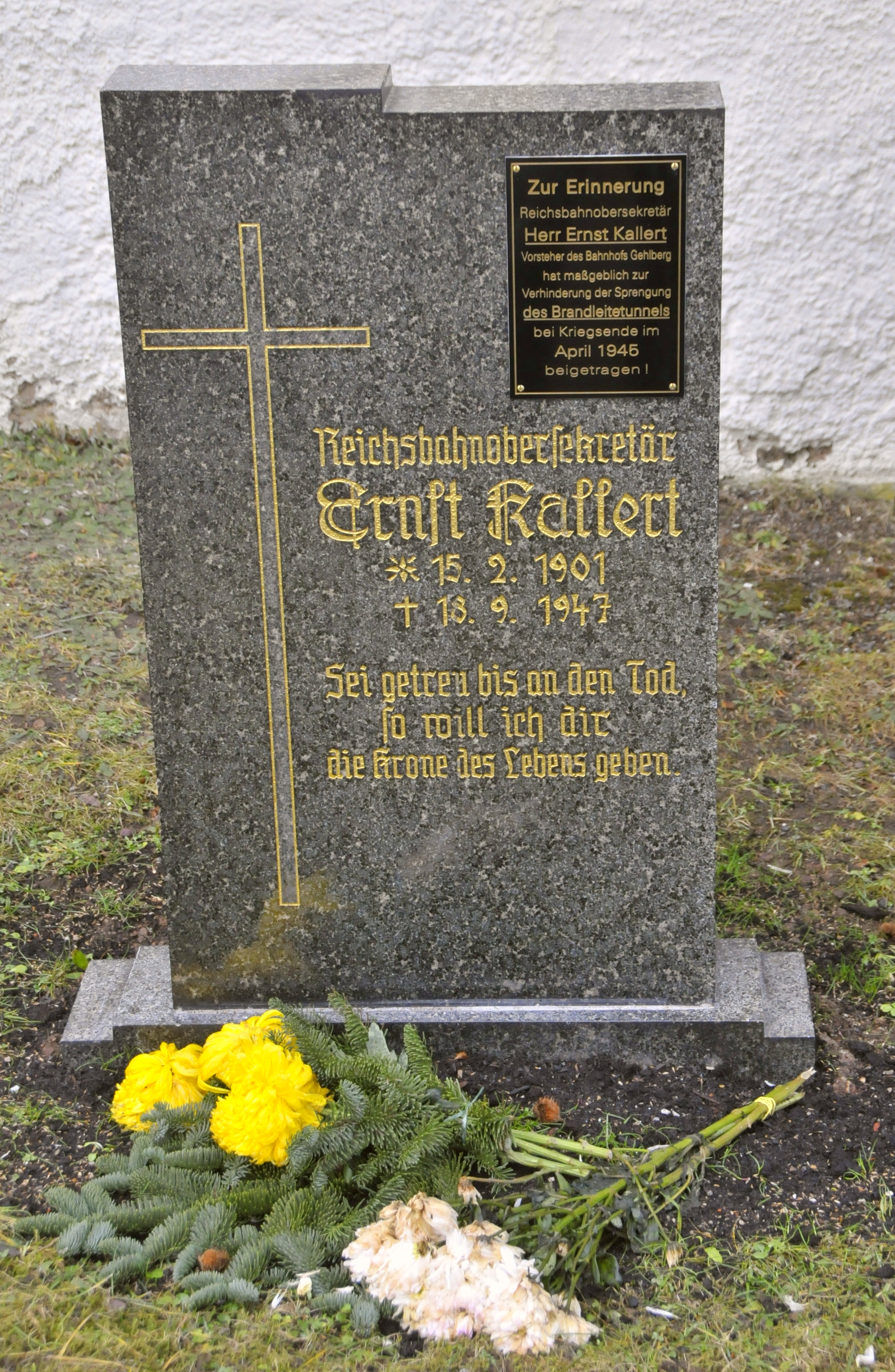
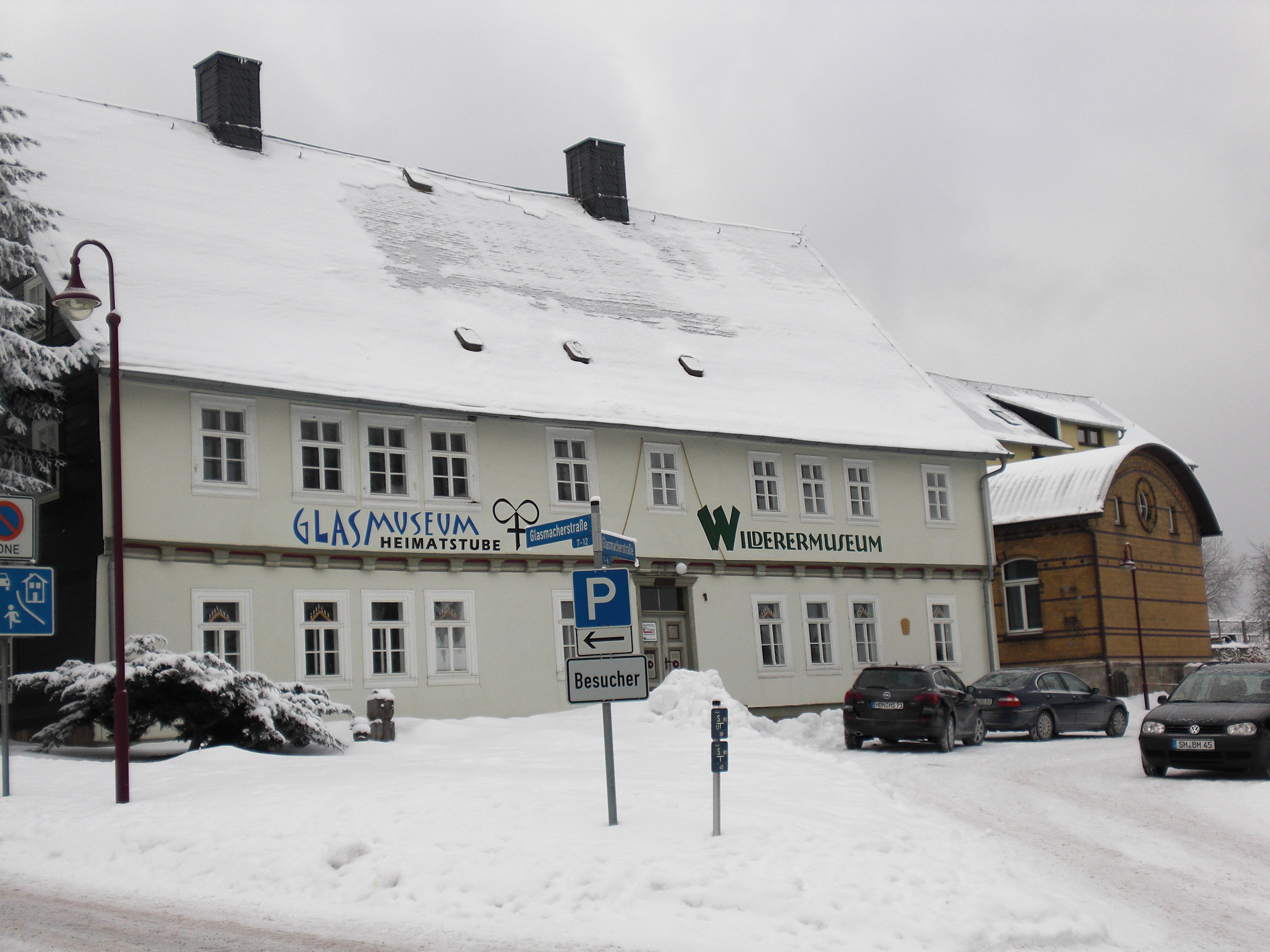